# Roleta-russa
Roleta-russa é um jogo de azar em que os participantes colocam um cartucho — tipicamente apenas um — em uma das câmaras de um revólver. O tambor do revólver é girado e fechado, de modo a que localização do projétil seja desconhecida. Os participantes apontam o revólver para suas cabeças e atiram, correndo o risco da provável morte caso o projétil esteja na câmara engatilhada.
A forma do jogo pode ser tão variada quanto o número de participantes ou seus motivos (demonstrações de bravura, suicídio, etc.), mas tipicamente um único projétil é colocada num revólver de seis disparos, resultando numa chance de 1 em 6 (ou 17%) de o revólver disparar o projétil. O tambor do revólver pode ser girado novamente para reiniciar as condições de jogo ou o gatilho pode ser puxado continuamente. O uso de revólveres com menos câmaras (tipicamente cinco) ou o aumento do número de rodadas pode aumentar o risco dramaticamente.

## História
Existem inúmeras lendas a respeito da invenção da roleta russa. Muitas delas, presumivelmente, apontam para a Rússia, ou ocorre entre soldados russos. Em uma das lendas, prisioneiros russos do século XIX seriam forçados a jogar enquanto os guardas cuidavam das consequências. Em outra versão, oficiais desesperados e suicidas do exército russo jogavam para impressionarem uns aos outros.
Se oficiais czaristas jogavam ou não, não se sabe. Em um texto das tropas oficiais czaristas, John Bushnell, um historiador especialista russo da Universidade Northwestern, em Evanston, Estados Unidos, cita duas memórias de veteranos quase-contemporâneos do exército russo: O Duelo (1905), por Alexandre Ivanovich Kuprin, e Da Águia Dupla à Bandeira Vermelha (1921), por Pyotr Krasnov. Ambos os livros falam dos comportamentos imorais e suicidas dos oficiais, mas a roleta russa não é mencionada em nenhum deles. Se o jogo não teve sua origem na vida real, mas em ficção, ambas as possibilidades apontam para o exército russo.
O armamento de uso pessoal dos oficiais do exército russo de 1895 a 1930 era o revólver Nagant M1895. Sendo um revólver de ação dupla, o tambor do Nagant gira em sentido horário até que o cão entre em ação. Como o tambor não se move como nos ejetores manuais dos revólveres modernos, ele pode ser girado livremente para tornar a posição da bala aleatória. Entretanto, ele comporta sete balas, e não seis, o que deixa algumas dúvidas sobre a veracidade da teoria. É possível que oficiais russos disparassem seis e deixassem o sétimo projétil vivo. Devido à grande profundidade das câmaras do tambor no Nagant — e dos princípios nos quais o seu design se fundamenta — seria difícil dizer de fora em qual câmara está a bala e quais foram disparadas; isso adicionaria incerteza nos resultados.
A única referência à roleta russa na literatura russa é num livro intitulado Um Herói de Nosso Tempo, de Mikhail Lérmontov (1840, traduzido por Vladimir Nabokov em 1958), na história O Fatalista.
No Brasil, alguns casos ganharam destaque na imprensa recentemente. Em 7 de junho de 2008, na cidade de Sorocaba, São Paulo, um jovem de 19 anos atirou num adolescente de 17, matando-o, após alternarem-se durante 4 rodadas de roleta russa. Em 9 de dezembro de 2008, um jovem de 19 anos se matou com um tiro na cabeça ao jogar roleta russa, enquanto estava num bar com amigos, na cidade de Itaocara, RJ.

## Variações
Assume-se, provavelmente baseando-se somente nas caracterizações do cinema, que dois jogadores se alternam em turnos girando o tambor e disparando o revólver, de forma que cada turno sucessivo tem uma igual probabilidade de falha (1/6 ou 17%), ou que os jogadores simplesmente alternam turnos disparando o revólver sem girar o tambor até que um dos dois seja atingido. Neste último caso, entretanto, o jogador que toma o primeiro turno tem um risco significativamente maior do que o segundo jogador quando há apenas estes dois jogadores, porque o primeiro jogador é propenso a ter mais turnos. Jogando-se com mais de dois jogadores, ainda sem girar o tambor, os últimos jogadores podem predizer sua má sorte ao chegar de seus turnos. Jogando-se com seis jogadores, um sexto turno daria ao jogador uma probabilidade de 100% de falha. Neste último caso, girando-se o tambor a cada turno, o jogo poderia continuar indefinidamente e os apostadores poderiam concordar em quantos teriam que morrer para que o jogo terminasse, ou quantos turnos haveria.

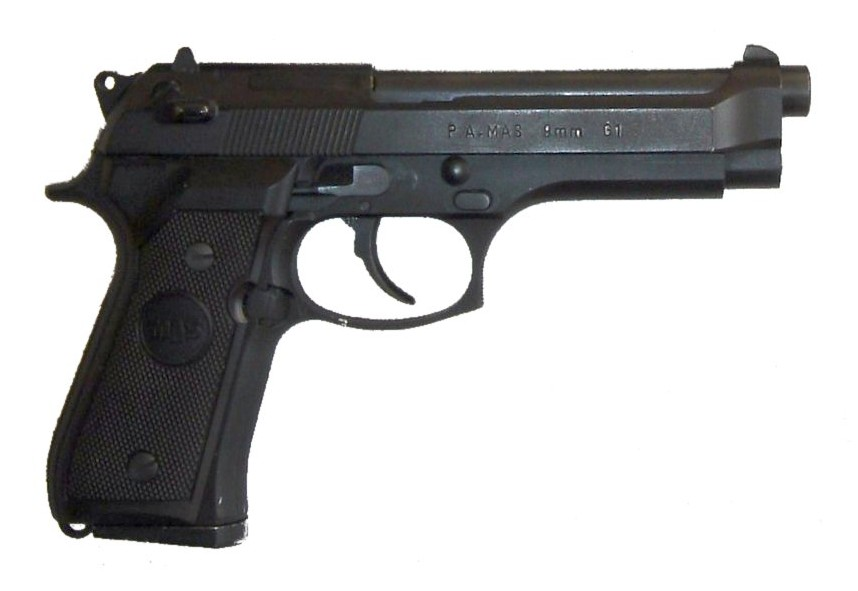
Pistolas semi-automáticas sempre têm um projétil engatilhado e não servem para roleta russa

### Pistolas semiautomáticas
Diferentemente do revólver, uma pistola semiautomática sempre terá um projétil na câmara quando o ferrolho é puxado, fazendo com que a chance de a arma disparar seja quase sempre de 100%, pois há a possibilidade (ainda que remota) da munição falhar. O uso de pistolas semiautomáticas em roletas russas é geralmente tido como falta de compreensão. Disparar uma pistola semiautomática, achando que ela está vazia, quando de fato ela está carregada, não constitui uma variação da roleta russa, mas um simples suicídio. O sítio Darwin Awards tem várias histórias relativas a isso.

## Incidentes notáveis
Numerosos incidentes relacionados à roleta russa têm sido reportados. Muitos envolvem adolescentes, com alguns jogadores de até 14 anos.
- O autor britânico Graham Greene afirmou que, em sua juventude, por muitas vezes chegou a jogar roleta-russa como uma forma de "ter emoção e deixar a monotonia de lado." Mas posteriormente ele decidiu que "não era mais estimulante do que tomar uma aspirina para dor de cabeça."[8]
- Em sua autobiografia, Malcolm X diz que durante seus tempos de criminoso ele uma vez jogou roleta-russa, puxando o gatilho três vezes consecutivamente para convencer seus companheiros de crime de que ele não tinha medo de morrer. No epílogo do livro, Alex Haley diz que Malcolm X revelou a ele que ele utilizou um truque.
- Em 24 de dezembro de 1954, o músico de blues norte-americano Johnny Ace se matou no Texas após a arma apontada para a sua cabeça disparar. Muitas fontes, incluindo o The Washington Post, atribuem o fato a um jogo de roleta-russa.[9]
- John Hinckley Jr., o homem que tentou assassinar o presidente Ronald Reagan em 1981, era conhecido por ter jogado roleta-russa, sozinho, em duas ocasiões. Hinckley também tirou uma fotografia de si mesmo em 1980 com uma arma apontada para a cabeça.
- Segundo a PBS, William Shockley, coinventor do transistor e ganhador do Nobel de Física, tentou cometer suicídio ao jogar roleta-russa sozinho.[10]
- Em 5 de outubro de 2003, o ilusionista Derren Brown jogou roleta russa no Channel 4. O programa foi exibido ao vivo com um pequeno atraso, permitindo o corte caso algo desse errado. Tal exibição foi condenada por alguns e classificada como irresponsável, e uma comunicação da Polícia de que eles haviam sido informados com antecedência e que "não haveria riscos para ninguém" deixou claro que o incidente, ainda que parcialmente, tratava-se de fraude.[11] Entretanto, foi provado no segmento pré-gravado do programa que mesmo um projétil vazio é potencialmente letal à queima-roupa, e pode causar concussão à cabeça, surdez ou queimaduras. Não se sabe exatamente quais precauções foram tomadas por Derren Brown.
- Um homem de apelido "Zero", um dos membros da família Manson, supostamente matou-se jogando roleta-russa. Entretanto, especula-se se tal fato é verdade ou se ele foi morto por outros membros da família na época.
- O ex-jogador de futebol americano Herschel Walker admitiu em seu livro, Breaking Free, que ele jogou roleta-russa enquanto estava sentado em sua cozinha.[12]

## Roleta russa na cultura popular
"Russian Roulette" é uma canção da cantora barbadiana Rihanna, para o seu quarto álbum de estúdio, Rated R. É o single de estreia do trabalho, com lançamento em 23 de Novembro de 2009. Foi escrita e produzida por Ne-Yo, com ajuda na composição pela cantora. Estreou nas rádios a 21 de Outubro de 2009 às 4:23. Composta num ritmo totalmente diferente de singles anteriores, "Russian Roulette" traz uma canção ponte e um refrão forte, puxando ao máximo os poderes vocais. A música fala sobre explorar o que pode acontecer se nos apaixonarmos, e quando esse amor se transforma numa espécie de "jogo fatal". Segundo a MTV a faixa fala de uma relação amorosa abusiva, que terminou de forma abrupta. A música abre com um solo de guitarra lancinante, em que as transições são batidas sinistras constantes, envoltas numa balada. A metáfora da roleta russa é elevada no refrão, na linha "E tu consegues ver o meu coração bater / Pois pode-se ver através do meu peito / Eu disse que estou apavorada, mas eu não vou desistir / Eu sei que preciso passar neste teste / Então, basta puxar o gatilho", e no versículo seguinte, a personagem da canção fala do poder que o homem tem sobre ela. Termina com uma arma de fogo sinistra. A letra da balada obscura, trata de Rihanna a cantar sobre um relacionamento duradouro, mas tumultuoso, mantendo a fé num namorado perigoso. Demonstra o perigo do amor, metaforicamente representado como um jogo de azar, roleta russa, em que com um tiro tudo pode terminar.
Na comédia Smiles of a Summer Night, de 1955 de Ingmar Bergman, o Conde Carl Magnus Malcolm desafia o amante de sua esposa para um jogo de roleta russa. O Conde vence, tendo carregado seu revólver com um projétil vazio.
No final dos anos 50, no desenho Pernalonga, Pernalonga e Eufrazino jogam roleta russa. Pernalonga perde e um tiro é ouvido após a imagem de encerramento ser mostrada, quando a imagem de Pernalonga reaparece e ele diz "Errei!", seguido da abertura da imagem mostrando Eufrazino carbonizado por ter levado o tiro. Esta cena é quase sempre cortada quando este episódio do desenho é exibido na televisão.
No anime Dragon Ball Z quando Goku chega ao Palácio da Princesa Serpente, uma das servas da princesa recomenda roleta russa como um jogo para os nervos, mas, dispara na própria cabeça na primeira tentativa, cena também censurada.
O filme mexicano El Topo, de 1970, mostra a roleta-russa como prática religiosa. Cada membro da congregação dispara a arma contra a cabeça, e a arma não disparada é considerada um milagre (depois é revelado que o projétil estava vazio).
Embora não sejam tecnicamente roleta-russa, duas cenas de Dirty Harry (1971), onde Callahan diz sua famosa frase "Você se sente com sorte?" compartilham similaridades com o jogo. Em ambos os casos, o criminoso Callahan aponta sua arma quando forçado a se perguntar se "seis tiros ou apenas cinco" foram disparados de seu revólver. Em outras palavras, eles são forçados a considerar as chances — baseados mais na sua própria memória do que puramente na sorte — de haver uma bala remanescente no tambor. No final, o primeiro criminoso não aproveita a chance e a arma de Callahan está realmente vazia. O segundo criminoso, entretanto, não tem tanta sorte.
A roleta-russa ficou famosa em todo o mundo no filme The Deer Hunter (1978), que mostra três soldados que são capturados durante a Guerra do Vietnã e são forçados a jogar roleta-russa por seus raptores, que fazem apostas. Tais raptores demandam variações cruéis no jogo, que continua até que sobre apenas um dos jogadores vivo. O jogo acontece numa sala de bambu, sobre a qual outros prisioneiros são mantidos, de modo que o sangue dos atuais jogadores mortos pinga sobre aqueles que irão subir para jogar. De acordo com um site que clama oferecer fatos sobre a roleta-russa, Valerie Douglas, cujo pai e primo de seu pai estiveram no Vietnã, diz que a roleta-russa aconteceu tanto para fins de jogo quanto de assassinato. Muitas mortes de adolescentes sucederam-se após o lançamento do filme, pelo que a Polícia e a mídia começaram a acusar o filme de promover a roleta russa, inspirando os jovens.
O filme Unfaithfully Yours, de 1984, possui uma cena de sonho onde o personagem principal desafia o amante de sua esposa para um jogo de roleta-russa.
O filme Sholay (1975), de Bollywood, possui uma cena de roleta russa. Com raiva de seus três colegas por sua covardia, Gabbar Singh atira com a arma para o alto, girando o tambor entre cada rodada para dar chances iguais. Ele aponta para cada um dos três e atira, desafiando o último, "Tera Kya hoga re Kalia?" ("O que vai acontecer com você, Kalia?").
Um jogo de roleta-russa no filme japonês Sonatine, de 1993, revela-se uma brincadeira quando descobre-se que o revólver não estava carregado. O filme Arizona Dream, também de 1993, de Emir Kusturica, estrela Johnny Depp puxando o gatilho de um revólver várias vezes enquanto joga roleta-russa.
Numa cena cortada do filme Léon (1994), de Luc Besson, Matilda (Natalie Portman) usa a roleta russa como parte de um jogo emocional com Leon. Leon afasta a arma da cabeça dela no último momento, e a arma dispara na sala.
Num final alternativo do filme Die Hard with a Vengeance (1995), John McClane (Bruce Willis) joga uma forma de roleta-russa com Simon (Jeremy Irons) que envolve um pequeno lançador de foguetes chinês com os marcadores removidos, significando que não é possível dizer quais câmaras estão vazias. McClane indaga Simon com algumas charadas similares às que ele jogava em Nova Iorque. Quando Simon erra, McClane força-o na direção do lançador, que atira o foguete na direção de Simon, matando-o.
No filme Under Pressure, de 1997, o bombeiro Lyle Wilder (Charlie Sheen) aterroriza seus vizinhos barulhentos jogando roleta russa com eles.
Muitos filmes utilizam a roleta-russa como técnica de interrogatório. Nos filmes L.A. Confidential (1997) e A Man Apart (2003), policiais jogam roleta-russa com suspeitos até que ele revelem informações. Isto é satirizado nos filmes Starsky & Hutch (2004) e Kiss Kiss Bang Bang (2005).
No filme The Way of the Gun, (2000), Abner Mercer (Geoffrey Lewis) coloca um revólver com um único projétil carregado numa bolsa contendo muitos revólveres, chacoalha, e tira um quando seu telefone toca. Ele aponta a arma para a cabeça e pondera entre atender o telefone ou puxar o gatilho. Após tocar algumas vezes, ele puxa o gatilho, e nada acontece; ele então atende o telefone.
A roleta-russa também tem papel principal no clímax de The Beach, adaptação de 2000 de Danny Boyle, onde a líder da comunidade da praia, Sal (Tilda Swinton) segura Richard (Leonardo DiCaprio) à mira de um revólver frente aos fazendeiros de marijuana da ilha, que haviam dado um ultimato a ela sobre a manutenção do segredo da ilha.
O filme Intacto (2001), do diretor espanhol Juan Carlos Fresnadillo, mostra um jogo de roleta-russa sendo jogado por dois homens extraordinariamente sortudos no seu clímax, usando um revólver com cinco câmaras carregadas e uma única vazia.
No filme venezuelano Secuestro Express (2005), o vilão Budu joga a "ruleta criolla" (que seria a "roleta-venezuelana"). Suas regras: um projétil é carregado numa arma vazia, o único participante no jogo é a vítima; Budu segue girando o tambor e atirando nessa pessoa até que haja um vencedor, e logicamente tal "vencedor" é a vítima.
O filme 13 Tzameti, de 2006, tem uma roleta russa como uma modalidade do submundo do jogo, onde os jogadores sentam formando um círculo e disparam a arma na cabeça daquele que está ao seu lado, um por rodada, aumentando o número de projéteis carregados no revólver.
O filme Live!, de 2007, do diretor Bill Guttentag, traz uma emissora de televisão tentando lançar um programa baseado na roleta russa. Seis participantes podem ganhar 5 milhões de dólares cada, caso topem participar do jogo na televisão.
Há aparição também no filme "Budapeste" (2008), baseado no livro do compositor e escritor Chico Buarque de Holanda (Brasil), quando o personagem principal, José Costa, ao transitar sem rumos pelas ruas de Budapeste, Hungria, acaba parando num pub, ao som de heavy metal e regado a fortes bebidas alcoólicas. Neste pub, acaba parando numa sala fechada, onde participa de uma curta rodada de Roleta Russa com um húngaro qualquer e uma prostitua. Apesar de toda tensão do momento, o personagem principal se acovarda e não chega a atirar contra sua cabeça e sai correndo do lugar.
Na série de televisão Gotham (2015) também tem aparição da roleta-russa no episódio 2 da segunda temporada há uma cena em que o personagem Jerome joga com outro membro de sua gangue Maníacos.
No drama britânico Peaky Blinders, ocorre uma aparição do jogo de roleta-russa. Durante o quarto episódio da terceira temporada, há uma cena onde a grã-duquesa russa Tatiana Petrovna mostra a Thomas Shelby um jogo que eles costumavam jogar.
O filme o 13 - O jogador, de 2010, é um remake do filme 13 Tzameti, de 2006, aonde no mostra a história de Vince Ferro(Sam Riley), um jovem eletricista que desesperadamente precisa de muito dinheiro para a cirurgia do pai que está hospitalizado, Vince acaba se envolvendo por engano em um jogo de roleta russa, assumindo a identidade de um homem morto, na qual Vince encontra um convite recebido pelo homem e pensa que esse convite seria uma oferta de trabalho lucrativa. Ele segue as instruções do envelope que era destinado ao falecido e acaba mergulhando no submundo das apostas, onde vidas humanas estão em jogo numa roleta russa bizarra.

## Na cinematografia
O jogo foi retratado no filme The Deer Hunter, de 1978, como uma forma de aposta, mas a extensão de tal aposta na vida real é desconhecida. O jogo também foi retratado no filme One Eight Seven, de 1997. O termo roleta presente no nome deste jogo é uma referência ao real jogo de roleta, uma vez que este também envolve riscos, e o giro do tambor do revólver pode ser tomado como analogia ao giro da roda da roleta.